# Rainer Pietsch
Rainer Pietsch (né le 12 avril 1944 à Walburg, mort le 21 août 1997 à Munich) est un producteur de musique, auteur-compositeur et chef d'orchestre allemand.

## Biographie
Rainer Pietsch est le fils d'un ténor et d'une professeur de musique. En 1953, il rejoint le chœur de l'église Saint-Thomas de Leipzig et fuit la RDA en 1958. Dans sa jeunesse, il est actif sur la scène musicale beat de Cologne et en 1962, il est membre fondateur du groupe de rock Ray & Typhoons, un précurseur de Bläck Fööss, dans lequel il joue avec des membres du dernier groupe. Après l'abitur en 1965, il enregistre son premier single un an plus tard. À partir de 1969, il travaille comme producteur et arrangeur chez Harvest Records et lance sa propre entreprise en 1971. En 1976 Pietsch fonde R.A.M Musikverlag et en 1979 AutoBahn Musikverlag Pietsch u. Co.
Il obtient le premier disque d'or en tant que producteur de musique en 1975 avec Michael Holm et le titre Tränen lügen nicht. Sa première participation au Concours Eurovision de la chanson est en 1975 avec Ein Lied kann eine Brücke sein interprétée par Joy Fleming, dont il est le compositeur et dirige également l'orchestre le soir de l'événement. En 1984, il participe au Yamaha Music Festival avec le titre Don't break the silence et atteint la deuxième place.
Il dirige l'orchestre pour l'Allemagne au Concours Eurovision de la chanson de la chanson à trois reprises :
- 1975 : Ein Lied kann eine Brücke sein interprétée par Joy Fleming
- 1985 : Für alle interprétée par le groupe Wind
- 1990 : Frei zu leben interprétée par Chris Kempers et Daniel Kovac

Il est compositeur notamment pour Ingrid Peters, Jürgen Drews, Mary Roos, Michael Holm, Nicole, Rex Gildo ou Wind.

## Source de la traduction
- (de) Cet article est partiellement ou en totalité issu de l’article de Wikipédia en allemand intitulé « Rainer Pietsch (Musiker) » (voir la liste des auteurs).